# Shalom FM
A Shalom FM é uma estação de rádio comercial brasileira de Fortaleza, Ceará, que opera na frequência de 91,7 MHz em FM. Mantida pela Comunidade Católica Shalom, produz programação com viés católico, havendo foco em programas de entretenimento, seleções musicais e noticiários. É a geradora da Rede Shalom de Rádio, que conta com a Shalom FM de Pacajus, na região metropolitana de Fortaleza.

## História
A montagem da Rádio Dragão do Mar foi iniciada pelo Partido Social Democrático, que visava disputar as eleições gerais de 1958. O partido fazia grande oposição à União Democrática Nacional, que estava no governo do estado do Ceará através de Paulo Sarasate. A concessão para operação da emissora foi decretada em 20 de novembro de 1957. No mesmo período a estação já realizava transmissões experimentais do 11.º andar do edifício Arara, conhecido por ter abrigado o Instituto de Aposentadorias e Pensões dos Comerciários, no Centro de Fortaleza. O jornalista Blanchard Girão foi o responsável por elaborar a programação da rádio.
A Rádio Dragão do Mar foi inaugurada oficialmente em 25 de março de 1958. A data é comemorativa em alusão à abolição da escravatura na antiga Província do Ceará e recebeu este nome em homenagem ao líder jangadeiro Francisco José do Nascimento, conhecido como Dragão do Mar, sendo esta uma sugestão do radialista Peixoto de Alencar devido a linha de protesto que a estação iria seguir. Outros nomes sugeridos foram Rádio Capital e Rádio Fortaleza. A música tema da Rádio Dragão do Mar era "Terra da Luz", um hino de exaltação de autoria de Humberto Teixeira e Lauro Maia. Sua programação era eclética, mas tinha forte ênfase política, sobretudo nos interesses do partido, quando denunciava problemas de administração da UDN. O radiojornalismo na emissora foi implantado por Peixoto de Alencar e sua direção ficou a cargo dos irmãos Almir Pedreira e Artur Pedreira, enquanto a direção política foi assumida pelo então deputado estadual Franklin Chaves. Uma das características iniciais era o editorial A Nossa Palavra, uma crônica escrita por Girão e lida por Waldir Xavier às 12h30. Além do jornalismo, possuía programas de entretenimento e um elenco de radioteatro.
A Rádio Dragão do Mar rapidamente se popularizou, resultando em investimentos em outros setores, como o esporte, formando equipes com Ivan Lima, Gomes Farias, Paulino Rocha, Josely Moreira, dentre outros nomes. A rádio conseguiu prestígio entre o setor comercial e movimentou a opinião pública. No entanto, enfrentou disputas com o governo, quando teve uma equipe de reportagem presa sob ordem do general Severino Sombra. Em resposta, o presidente da Associação Cearense de Imprensa (ACI), Perboyre e Silva, organizou uma passeata de carros que partiu da sede da ACI até o Quartel da Polícia Militar, com emissoras concorrentes transmitindo o acontecimento. Os jornalistas foram impedidos de entrar no local e os mesmos foram para a Praça dos Voluntários, no Centro, onde aconteceu nova manifestação, exigindo a libertação dos presos, que conseguiram ser liberados. A Dragão do Mar ganhou empatia com o público e conseguiu eleger, no mesmo ano, o jornalista José Parsifal Barroso ao governo do estado.
Ao final dos movimentos e da eleição de seu candidato ao governo, o PSD desistiu de manter a Rádio Dragão do Mar após herdar uma folha de pagamento elevada. Por isso, transferiram o comando da estação para o empresário Moysés Pimentel em 1959. A emissora manteve sua atuação crítica na política, quando apoiaram a posse do vice-presidente João Goulart, em 1961, e ideais progressistas da época. Foi a partir deste momento que a emissora começou a ser cercada por militares. No mesmo ano, quando recebeu uma informação de que um grupo de extrema direita planejava invadir a emissora e destruir os transmissores, a direção da Rádio Dragão do Mar decidiu ligar uma corrente de alta tensão nas cercas de arame farpado que cercavam sua sede. O ataque pode ser evitado, no entanto, um militar do Exército permanecia na emissora lendo previamente as notícias que seriam lidas no ar e proibia as informações que pudessem afetar os propósitos militares. A Rádio Dragão do Mar também serviu, nesta época, de abrigo para manifestantes estudantis que eram perseguidos pela polícia.
Em 1962 a cúpula diretiva da Rádio Dragão do Mar foi eleita em cargos políticos. Pimentel foi alçado a deputado federal pelo Partido Social Trabalhista e estava iniciando a instalação da futura TV Dragão do Mar, adquirindo equipamentos e apresentando para a mídia local. No entanto, as concessões de rádio e televisão outorgadas a Pimentel terminam por ser revogadas pelos militares em 17 de abril, devido ao Golpe de Estado que ocorreu no período. A Rádio Dragão do Mar já havia sido fechada por volta da meia-noite do dia 1. O estúdio da emissora foi cercado por militares, que estava na coordenação de Nazareno Albuquerque e técnica de Orlando Braga. Pimentel e Blanchard Girão, este último que também teve seu cargo de deputado estadual cassado, foram presos, bem como os demais profissionais e locutores da emissora.
Após meses fora do ar, a Rádio Dragão do Mar retorna ao ar sob o comando do militar reformado Almir Macedo de Mesquita, sem as características que a popularizaram nos anos anteriores, passando a atender aos interesses do governo. O militar tinha ligações com Pimentel e queria fazer com que a emissora voltasse a ser um instrumento útil para a sociedade. A reabertura marcou a mudança de sede, que passou a ser entre as avenidas Antônio Sales e Virgílio Távora. Posteriormente foi adquirida pela família Cals,, tendo como diretor-presidente Sérgio Cals, se transferindo para a rua 25 de Março. A nova administração implantou um modelo popular, com programas informativos e musicais, mantendo espaço para atrações religiosas. Mesmo com as mudanças, a estação continuou realizando festividades no mês de março. Em 2005 uma sessão solene na Assembleia Legislativa do Estado do Ceará foi realizada para comemorar seus 45 anos de fundação.
Em agosto de 2008 a Rádio Dragão do Mar foi vendida para a Comunidade Católica Shalom. A Shalom, que havia entrado no dial com o arrendamento da Rádio Assunção Cearense em 2000, a deixou em maio de 2006 e estava negociando com a administração da Rádio Dragão do Mar a sua compra. Nesse meio tempo, esteve operando na frequência de 102,9 MHz em FM, da Fundação José Possidônio Peixoto (que até então transmitia a Rádio Canção Nova). A programação foi encerrada em 30 de setembro de 2008, sendo inaugurada como Rádio Shalom no dia seguinte. Todos os funcionários que atuavam na emissora foram demitidos e contratos comerciais que ainda estavam em vigência foram cancelados. A venda da emissora pegou a mídia local de surpresa, pois a informação foi tornada pública quando a emissora não fez a cobertura das eleições daquele ano, segundo o jornal O Estado, além do fato da rádio ter completado 50 anos. Locutores da emissora migraram com seus programas para outras rádios AM de Fortaleza. Naquele momento a programação da Rádio Shalom era composta somente por músicas religiosas. Durante o período de transição, o Sindicato dos Radialistas Profissionais do Estado do Ceará afirmou que iria investigar a negociação de venda com a ANATEL.

Logotipo da Rádio Shalom entre meados dos anos 2010 e 2020

Sob a administração do padre Antônio Furtado, a Rádio Shalom continuou carregando o nome Dragão do Mar e preservou sua data de inauguração. Também deixou as instalações da rua 25 de Março, que foram vendidas, passando a ser sediada na rua Maria Tomásia, no bairro Aldeota. A estação patrocina eventos ligados à Shalom, como o Festival Halleluya e Evangelizar É Preciso. Atualmente é geradora da Rede Shalom de Rádio, composta pela Rádio Boa Nova e, inicialmente, pela Rádio Shalom Iracema do Cariri, que havia firmado parceria com a Shalom em dezembro de 2015, além de um pool com outras treze rádios parceiras. A Rádio Iracema do Cariri deixou a rede em junho de 2017 ao mesmo tempo em que migrou para FM.
Em 7 de novembro de 2013 a então presidente da República Dilma Rousseff assinou um decreto que permitiu às estações de rádio do Brasil operantes na faixa de AM migrarem para a de FM. O Ministério das Comunicações (MCom) divulgou, em maio de 2014, uma relação de estações comerciais do país que apresentaram requerimento de uma outorga de frequência modulada, em que esteve incluída a Rádio Shalom. Em fevereiro de 2021 engenheiros de radiodifusão de Fortaleza entregaram a um grupo de trabalho formado pelo MCom, ANATEL e ABERT, que obteve apoio da Associação Cearense de Emissoras de Rádio e Televisão (ACERT), um pedido de migração das estações do município para a faixa convencional de FM, correspondente ao espaço entre 87,5 e 108 MHz. Até então toda a Grande Fortaleza havia sido contemplada com concessões da faixa estendida do dial, entre 76,1 e 87,3 MHz, sob a alegação de que não haveria espaço para novas estações nos canais tradicionais, porém houve dificuldades na sua difusão devido, sobretudo, à baixa quantidade de receptores da nova faixa. Para a Rádio Shalom foi reservado o canal dos 91,7 MHz, por onde era transmitida a Shalom FM de Pacajus, antiga Rádio Boa Nova, que migrou dos 1 410 kHz em AM para esta frequência em 2019.
Em julho de 2021 a Rádio Shalom lançou a Campanha dos 400 Amigos com o objetivo de arrecadar 400 mil reais através de doações individuais de mil reais para possibilitar a aquisição de um transmissor para FM. O valor necessário foi atingido em 2023, porém a meta foi ampliada devido ao seu remanejamento para pagar pela migração para FM, tendo sido destinados em junho 664,2 mil reais ao governo brasileiro. Com o fim da primeira campanha uma nova foi iniciada para viabilizar a compra de um transmissor por 500 mil reais — valor que foi alcançado em 2024. Em julho deste ano a Shalom FM de Pacajus transferiu seu sinal para os 103,5 MHz, liberando para a Rádio Shalom em Fortaleza os 91,7 MHz, oficialmente outorgados um ano antes. Ainda em 2024 a FM Dom Bosco cedeu sua torre, no bairro Joaquim Távora, para que a Rádio Shalom instalasse sua estrutura de transmissão e emitisse seu sinal em frequência modulada.
Na tarde de 28 de março de 2025 a operação experimental dos 91,7 MHz foi iniciada com uma programação musical, aberta com a canção "Obra Nova", da Comunidade Shalom. Às 15h de 3 de abril o padre Antônio Furtado fez uma saudação aos ouvintes na Hora da Misericórdia, enquanto os 690 kHz acomodaram a programação musical promovendo a nova frequência até seu desligamento definitivo, na manhã do dia 14, após 67 anos de operação. O lançamento oficial dos 91,7 MHz está marcado para o dia 27, em virtude da Festa da Misericórdia.